# Johan Petter Åhlén
Johan Petter Åhlén (ur. 13 kwietnia 1879 w Åhl, zm. 31 marca 1939 na Oceanie Atlantyckim) – szwedzki przedsiębiorca i curler, założyciel sieci domów handlowych Åhléns i sieci sklepów spożywczych Tempo, wicemistrz olimpijski z 1924.

## Przedsiębiorca
Åhlén urodził się pod nazwiskiem Andersson w Dalarnie, w rodzinie rolniczej. W 1899 wraz z wujkiem Erikiem Holmem w rodzinnej miejscowości założyli firmę wysyłkową Åhlén & Holm. Pierwszym produktem w dystrybucji były portrety rodziny królewskiej (łącznie sprzedano ich 100 tys.). Po trzech latach Åhlén został jedynym właścicielem prosperującej firmy – liczba wysyłek stale rosła, w 1904 wyniosła około 50 000 sztuk. W 1906 z Erikem Åkerlundem założył wydawnictwo Åhlén & Åkerlunds förlag. Kierowanie Åhlén & Holm z odległego Åhl stało się uciążliwe, w 1915 Johan Petter Åhlén wraz z przedsiębiorstwem przeniósł się do Sztokholmu. W 1932 założył pierwszy dyskont Tempo przy Östermalmstorg, w tym samym roku Åhlén & Holm zmieniło nazwę na Åhléns.
Zmarł na Oceanie Atlantyckim podczas rejsu z Nowego Jorku do Europy, wracał z podróży po Ameryce Południowej.

## Kariera sportowa
Johan Petter był pionierem i donatorem curlingu w Szwecji. Grał w barwach sztokholmskiego Åre Curlingklubb. W latach 1918 i 1919 zdobył tytuł mistrza kraju. Åhlén wystąpił także na Zimowych Igrzyskach Olimpijskich 1924. Wygrał swój jedyny swój mecz z Francją 18:10 i uplasował się ostatecznie na 2. miejscu. Za jego życia rywalizację w Chamonix uważano jedynie za turniej pokazowy, medal przyznano mu pośmiertnie w 2006. Był także wiceprezesem Szwedzkiego Związku Curlingu w latach 1935-1938.

### Drużyna
|           | Czwarty            | Trzeci                | Drugi             | Otwierający          |
| --------- | ------------------ | --------------------- | ----------------- | -------------------- |
| ZIO 1924  | Johan Petter Åhlén | Carl Axel Pettersson  | Karl Wahlberg     | Carl August Kronlund |
| 1918/1919 | Carl O. Rahm       | Carl Wilhelm Petersén | Johan Peter Åhlén | Erik Åkerlund        |
| 1917/1918 | Carl O. Rahm       | Carl Wilhelm Petersén | Johan Peter Åhlén | Hugo Hjelmar         |